# 沖積層
冲积层是冲积物在河床上的堆积，主要含有卵石、砂粒或粘土，有时候也会含有贵金属或宝石。贵重的金属可以通过淘砂的方法收集。历史上许多宝石（特别是钻石）都发现于印度、非洲西岸等地的卵石中，人们仍在缅甸、斯里兰卡、納米比亞等地的冲积层中寻找机会。冰川也会携带冲积物。